# Limnius latinsculus
Limnius latinsculus är en skalbaggsart som beskrevs av Leconte 1866. Limnius latinsculus ingår i släktet Limnius och familjen bäckbaggar. Inga underarter finns listade i Catalogue of Life.